# Inga Lindström: Mia und ihre Schwestern
Mia und ihre Schwestern ist ein deutscher Fernsehfilm von Hans-Jürgen Tögel aus dem Jahr 2009. Er ist Bestandteil des ZDF-Herzkino-Sonntagsfilms und der 29. Film der Inga-Lindström-Reihe nach der gleichnamigen Erzählung von Christiane Sadlo. Die Hauptrollen sind mit Gaby Dohm, Alma Leiberg, Katja Weitzenböck, Beate Maes und Robert Lohr besetzt.

## Handlung
Mia Högberg arbeitet als freie Fotografin in Stockholm, sie lebt alleine mit ihrem Hund Silas. Sie hat zwei ältere Schwestern. Anna ist mit Jan Bergmann verheiratet, arbeitet als Anwältin und Clara ist ihre Tochter. Agneta ist auch alleinstehend und hat gerade erfahren, dass sie schwanger ist. Mia versucht ihre beiden Schwestern zu überreden, wieder einmal ihre Mutter auf dem Land zu besuchen. Während Jan für seine Familie zugesagt hat, will Agneta nicht mitkommen, weil sie zuerst ihr Leben neu ordnen muss. Anna fühlt sich überrumpelt, als Jan ihr vom Ausflug erzählt. Sie lehnt ab, weil sie dringend Arbeit in der Kanzlei erledigen muss. So fahren Mia, Jan und Clara alleine zu Marianne. Auf der Fähre treffen sie Agneta, die es sich nun doch anders überlegt hat.
Als sie bei ihrer Mutter ankommen, sind sie überrascht, wie viele Leute da sind. Marianne bereitet in ihrem Haus junge Musiker und Sänger auf ihre Aufnahmeprüfungen vor. Sie hat Unterstützung von Frans Rosen, einem Musikproduzenten aus Oslo. Er ist auch ihr Partner und hat ihr kürzlich einen Heiratsantrag gemacht. Dementsprechend peinlich fällt seine Vorstellung vor der Familie aus, denn Marianne erwähnt nichts davon. Da im Haus alle Zimmer besetzt sind, quartiert Marianne die Familie im Haus von Frederik Johannsen ein. Er ist ein alter Schulfreund von Mia und war mal verliebt in sie. Als es Agneta plötzlich übel wird, merkt Mia, dass ihre große Schwester schwanger ist. Sie weiß aber nicht, ob sie das Kind bekommen soll, denn es stammt aus einem Verhältnis mit einem verheirateten Mann.
Als Mia ein paar Bilder von den jungen Talenten macht, erwischt sie ihre Mutter mit Frans, als sie sich gerade küssen. Sie ist ziemlich schockiert und spricht mit Jan darüber. Sowohl Agneta als auch Jan versuchen Mia zu beruhigen, denn schließlich ist ihre Mutter erwachsen und kann tun was sie will. Als Jan am Abend ins Bett gehen will, liegt Silas drin und lässt sich nicht hinausbewegen. Jan sucht deshalb nach Mia und trifft sie auf der Terrasse. Sie sprechen über dies und das und kommen sich so näher, dass sie sich küssen. Anna konnte sich doch noch zu einem Besuch entschließen und freut sich riesig, ihre Schwestern zu sehen. Jan zweifelt, ob der Besuch ihre Ehe noch retten kann, zudem bekommt er Mia nicht mehr aus seinem Kopf. Trotzdem will er Anna noch eine Chance geben.
Marianne plant, das Haus aufzugeben und zu Frans nach Oslo zu ziehen. Sie weiß aber nicht, was aus dem Haus werden soll. Anna besucht ihre Mutter, die ein untrügliches Gespür dafür hat, dass ihre Tochter ein Problem hat. Sie gesteht Marianne, dass sie eine Affäre mit einem anderen Mann hatte. Mia hat einen Auftrag ihrer Agentur erhalten, sie soll ein paar Bilder vom Hafen machen. Da trifft sie zufällig Jan. Sie machen spontan eine Ausfahrt mit einem Motorboot. Er ist immer noch gekränkt, weil Anna ihn betrogen hat. Er tröstet sich damit, mit Mia herumzuknutschen. Trotzdem macht Jan danach einen Ausflug mit Anna. Währenddessen trifft sich Mia mit Frederik. Sie spricht mit ihm über ihre unmögliche Beziehung zu Jan. Anna gesteht Jan, dass sie sich ein Leben ohne ihn nicht vorstellen kann. Agneta trifft zufällig ihre Mutter, sie bestärkt ihre Tochter, das Kind zu bekommen. Mia spricht wieder mit Jan und macht ihm klar, dass sie keine Beziehung zum Mann ihrer Schwester haben kann.
Marianne und Frans laden die ganze Familie zum Abendessen ein. Sie verkünden endlich, dass sie heiraten werden. Während Mia sich für ihre Mutter freut, meldet Anna ihre Zweifel an. Ebenso überrascht sie, dass sie nach Oslo umziehen wollen. Die Töchter sind sich einig, dass Marianne das Haus nicht verkaufen darf. Anna läuft in die Küche davon, Jan folgt ihr. Sie müssen feststellen, dass ihre Ehe am Ende ist. Später trifft Jan am See auf Mia, sie küssen sich wieder und verbringen die Nacht zusammen. Am nächsten Morgen vermissen Anna und Clara Mia und Jan. Clara hat auch schon gemerkt, dass es mit der Beziehung ihrer Eltern nicht zum Besten steht. Agneta zerstreut aber ihre Bedenken. Als Jan zurückkommt, spricht er sich mit Anna aus. Es scheint nun endgültig zu sein, dass sie sich auseinandergelebt haben. Jan will nach Stockholm zurückkehren, er kann es vor Ort nicht mehr aushalten. Zuvor gesteht er Mia noch seine Liebe, was sie erwidert. Anna findet das Handy von Jan, welches er vermisst hat. Sie liest eine SMS von ihm an Mia. Daraufhin stellt sie ihre Schwester zur Rede.
Beim Joggen trifft Mia auf ihre Mutter. Sie gesteht ihr, dass sie schon immer in Jan verliebt war. Aber ihrer Schwester zuliebe hat sie darauf verzichtet. Anna ist auch nach Stockholm zurück und macht ihrem Mann Vorwürfe. Er versucht zu beschwichtigen, doch Anna erkennt, dass Jan sie schon länger anlügt, was ihre Ehe angeht.
Agneta hat einen Schlussstrich unter ihre Affäre gemacht und geht zu ihrer Mutter, um ihr mitzuteilen, dass sie das Haus übernehmen will. Sie will auch Mia und Anna davon überzeugen, sie zu unterstützen. Mia entschuldigt sich bei Anna, sie braucht aber noch Zeit. Trotzdem ist die ganze Familie wieder vereint und freut sich auf die Zukunft im neuen Haus.

## Hintergrund
Mia und ihre Schwestern wurde vom 18. Mai bis zum 12. Juni 2009 an Schauplätzen in Schweden gedreht. Produziert wurde der Film von der Bavaria Fiction GmbH.

## Rezeption

### Einschaltquote
Die Erstausstrahlung am 11. Oktober 2009 im ZDF wurde von 5,92 Millionen Zuschauern gesehen.

### Kritiken
Die Kritiker der Fernsehzeitschrift TV Spielfilm zeigten mit dem Daumen nach unten und fassten den Film mit den Worten „Da blättern wir lieber im neuen Ikea-Katalog“ kurz zusammen.